# Jung Ryeo-won
Jung Ryeo-won (* 21. Januar 1981 in Seoul) ist eine australisch-südkoreanische Schauspielerin. Ihre Karriere begann 1999 in der Girlgroup Chakra, die sich 2006 trennte. Für ihre Leistung in Two Faces of My Girlfriend (2007) wurde sie mit dem Blue Dragon Award ausgezeichnet.

## Leben
Jung Ryeo-won wurde als mittleres von drei Kindern in Seoul geboren. 1992 emigrierte ihre Familie jedoch nach Brisbane in Australien. Sie schloss die MacGregor State High School ab und studierte an der Griffith University International Business.

## Filmografie

### Filme
- 2002: Emergency Act 19 (긴급조치 19호 Gingeupjochi 19-ho)
- 2005: My Boyfriend Is Type B (B형 남자친구 B-hyeong Namjachingu)
- 2007: Two Faces of My Girlfriend (두 얼굴의 여친 Du Eolgul-ui Yeochin)
- 2009: Verschollen in der City (김씨 표류기 Gim-ssi Pyoryugi)
- 2011: In Love and War (적과의 동침 Jeokgwa-ui Dongchim)
- 2011: Pained (통증 Tongjeung)
- 2012: Never Ending Story (네버엔딩 스토리)

### Fernsehserien
- 2002: Saxophone and Chapssaltteok (색소폰과 찹쌀떡, KBS2)
- 2003: Drama City „Suyeongjang-eseo Mannan Geunyeo“ (수영장에서 만난 그녀, KBS2)
- 2003: Do the Right Thing (똑바로 살아라 Ttokbaro Sarara, SBS)
- 2003: Argon (아르곤, MBC)
- 2004: Father of the Sea (아버지의 바다 Abeoji-ui Bada, MBC)
- 2004: Banjun Drama „Sarang-ui Deukjong“ (사랑의 득종, SBS)
- 2005: Hello Franceska (안녕, 프란체스카 Annyeong, Peurancheseuka, MBC, Staffel 1–2)
- 2005: Banjun Drama „Get That Girl“ (SBS)
- 2005: Banjun Drama „To Go Bungee Jump“ (SBS)
- 2005: MBC Best Theater „Magic Power of Alcohol“ (MBC)
- 2005: My Name Is Kim Sam-soon (내 이름은 김삼순 Nae Ireum-eun Gim Sam-sun, MBC)
- 2005: Autumn Shower (가을 소나기 Gaeul Sonagi, MBC)
- 2006: Which Star Are You From? (넌 어느 별에서 왔니 Neon Eoneu Byeol-eseo Watni, MBC)
- 2009: Ja Myung Go (자명고, SBS)
- 2012: History of a Salaryman (샐러리맨 초한지 Saelleorimaen Chohanji, SBS)
- 2012: The King of Dramas (드라마의 제왕 Deurama-ui Jewang, SBS)
- 2013: Medical Top Team (메디컬탑팀, MBC)